# كاتيا أندي
كاتيا أندي (بالألمانية: Katja Andy)‏ هي معلمة موسيقى وعازفة بيانو أمريكية وألمانية، ولدت في 23 مايو 1907 في مونشنغلادباخ في ألمانيا، وتوفيت في 30 ديسمبر 2013 في نيويورك في الولايات المتحدة.

## وصلات خارجية
- كاتيا أندي على موقع ميوزك برينز (الإنجليزية)